# Марса Брега
Марса Брега (на арабски: مرسى البريقة, Марса ал Бурeйка), наричан още Брега или Марса ел Брега е град и пристанище в Либия, в община Ал Уахат. Разположен е на залива Сидра, по южния бряг на Средиземно море. Към 2003 г. населението е около 13 000 души.
Градът е основан през 1960 г. на мястото на бивше рибарско селище, разрушено през Втората световна война. По времето на Гражданската война в Либия през 2011 г. тук се провеждат три големи битки между противниците и поддръжниците на лидера Муамар Кадафи.
Марса ел Брега е едно от двете петролни пристанища в Либия, заедно с Рас Лануф.